# 溫泉蛋

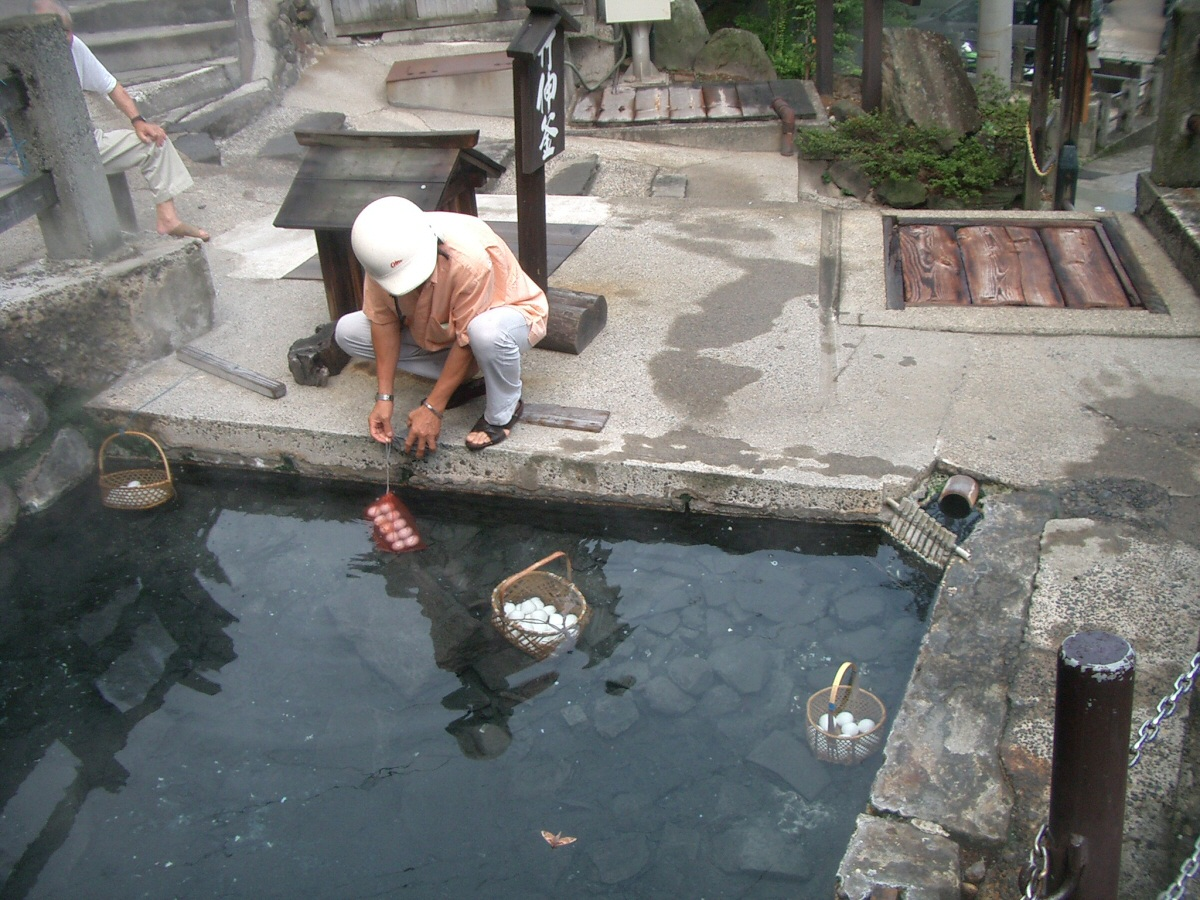
野澤溫泉村

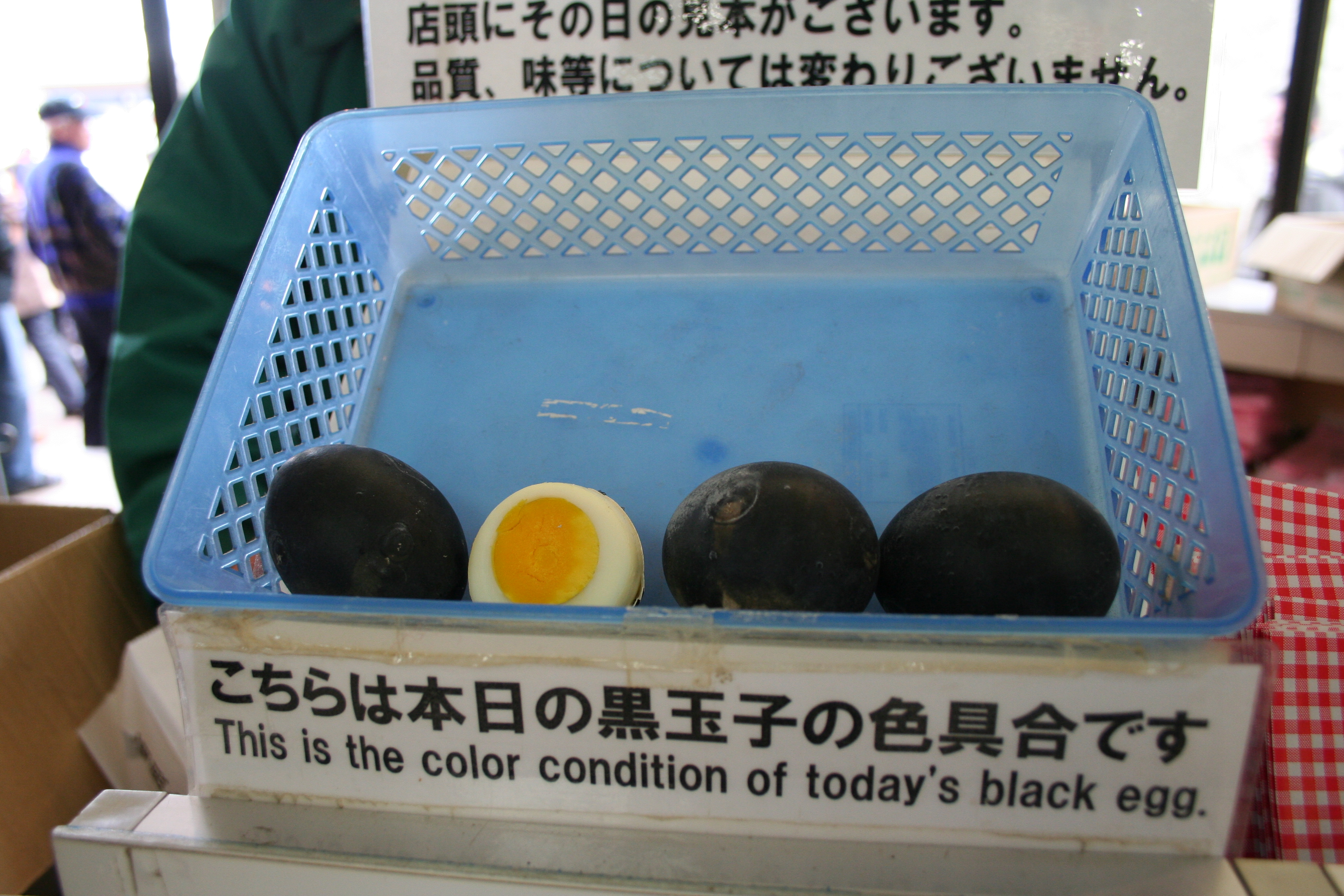
箱根溫泉

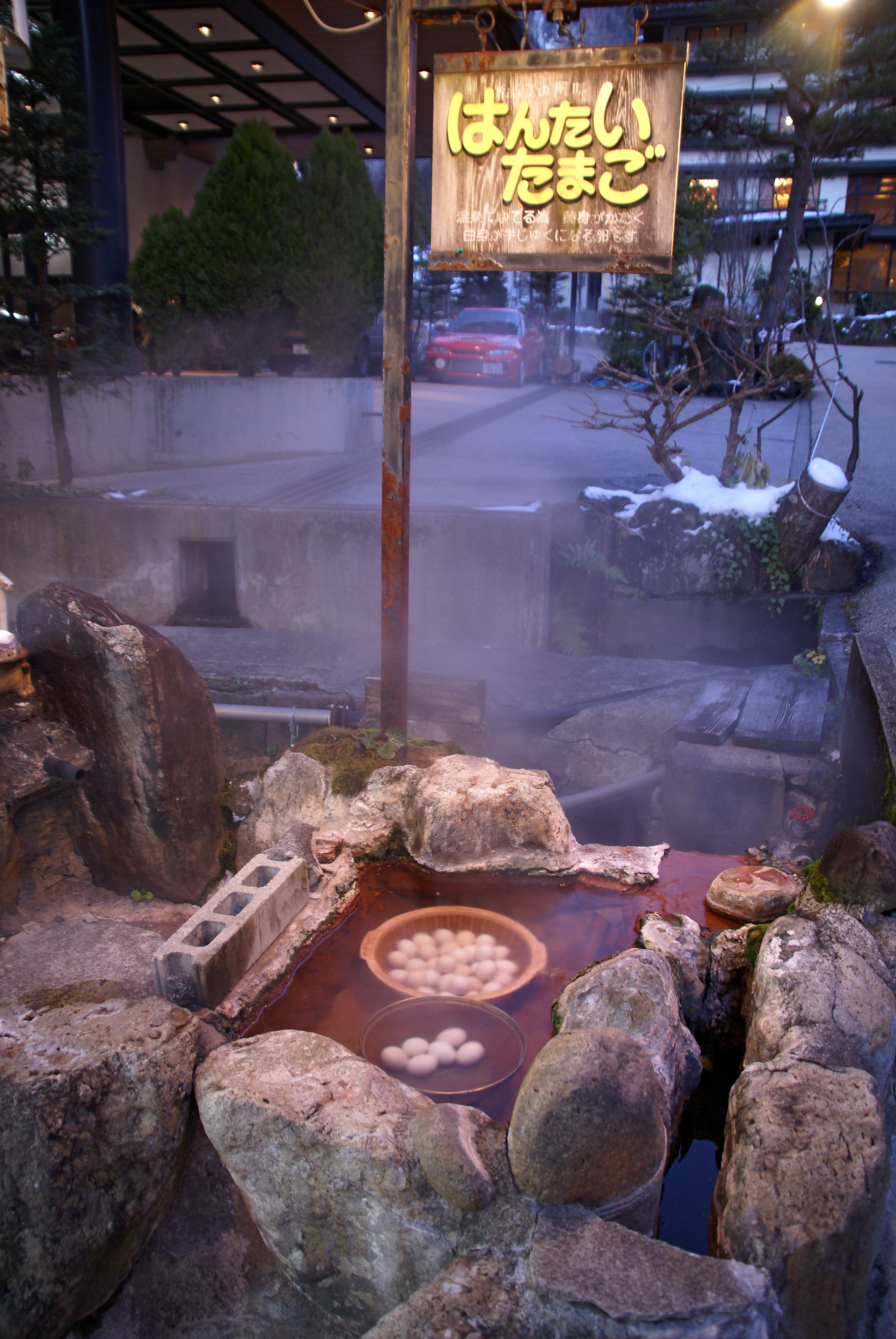
奧飛驒溫泉鄉

溫泉蛋（日语：／ Onsen-tamago */?）是一種起源自日本的雞蛋料理，類似歐美的水煮嫩蛋，以溫泉水煮熟。蛋黄部分為半熟、蛋白部分為半凝固状態。

## 製作方法
1. 準備一個鍋子，加入一公升清水。水位一定要能完全淹過雞蛋。
2. 將水煮至沸騰後熄火，再加入300毫升的水。
3. 將雞蛋放在漏勺，慢慢放入熱水中，蓋上鍋蓋燜泡大約約7分鐘後，馬上撈起放入冷水降溫，食用前再取出即可。

### 注意事項
- 必須使用室溫下的雞蛋。
- 可以自己調整時間，找出自己能接受的雞蛋生熟度。

- 未使用常溫下的雞蛋可能會導致控制溫度方面的問題.以及蛋體本身容易破裂。

### 加熱時間
- 65－68℃的熱水煮30分鐘[1]
- 68－70℃的熱水煮20分鐘以上[2]
- 70℃ 的熱水煮20－30分鐘[3]